# Salvia azurea
Salvia azurea är en kransblommig växtart som beskrevs av André Michaux och Jean-Baptiste de Lamarck. Salvia azurea ingår i släktet salvior, och familjen kransblommiga växter.

## Underarter
Arten delas in i följande underarter:
- S. a. azurea
- S. a. grandiflora

## Bildgalleri

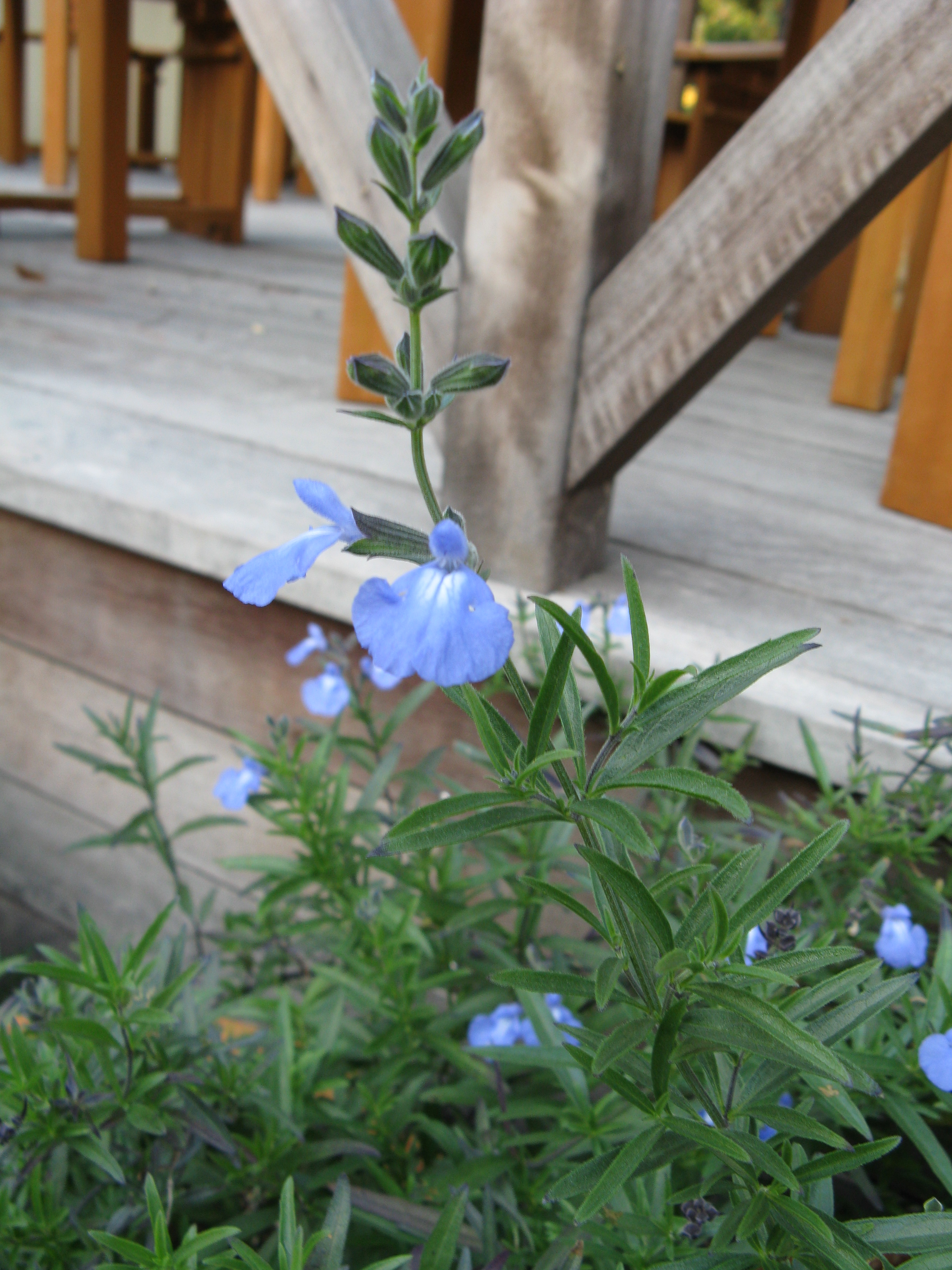
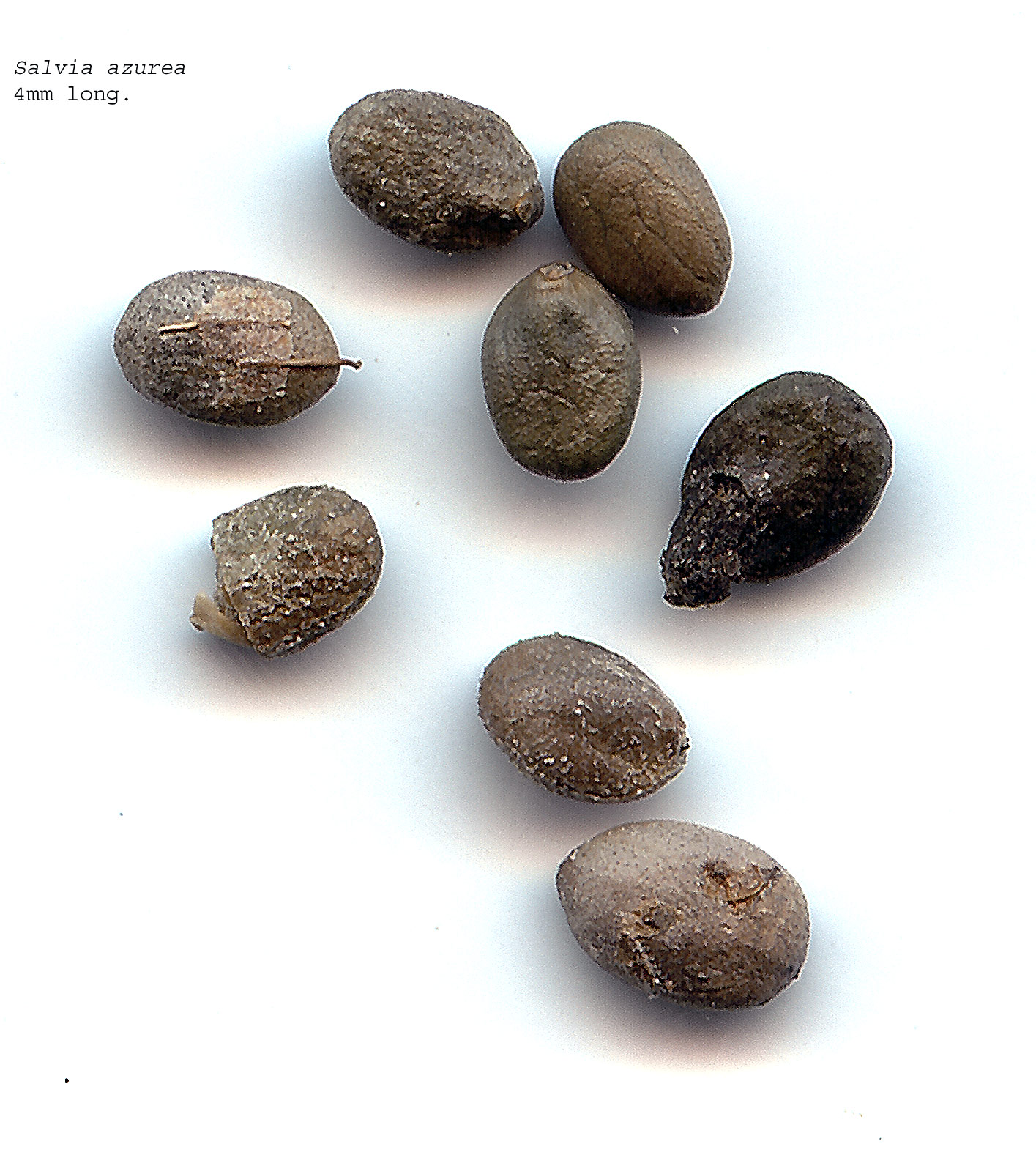
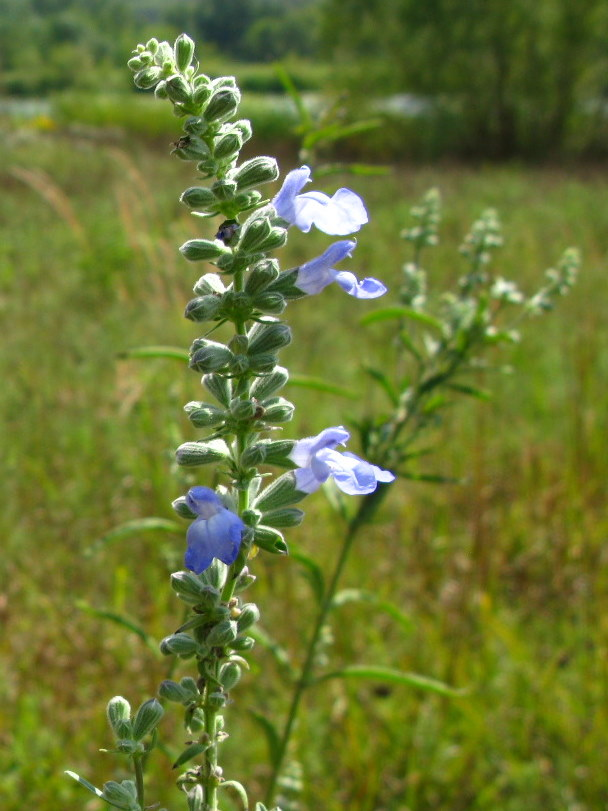
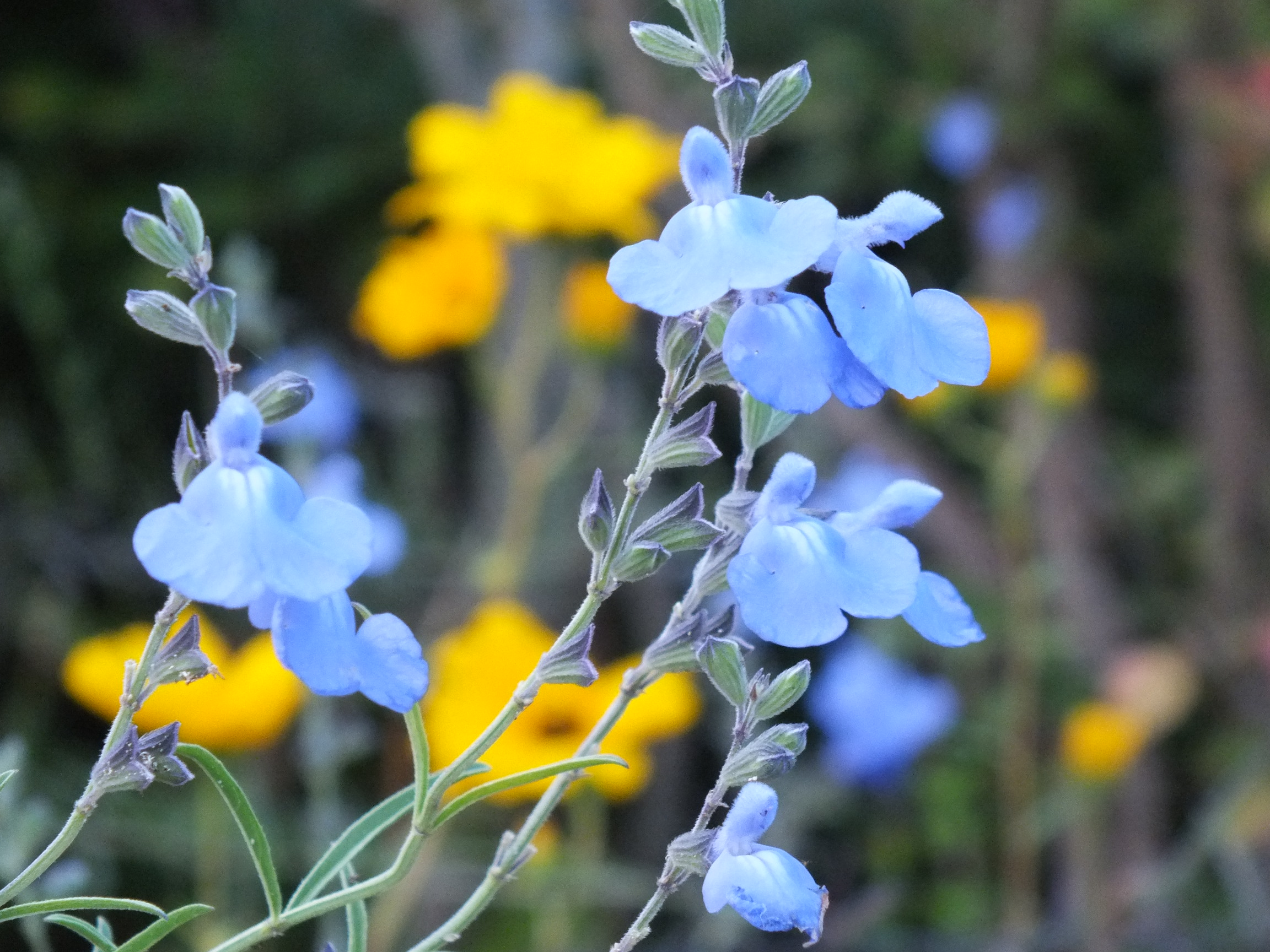
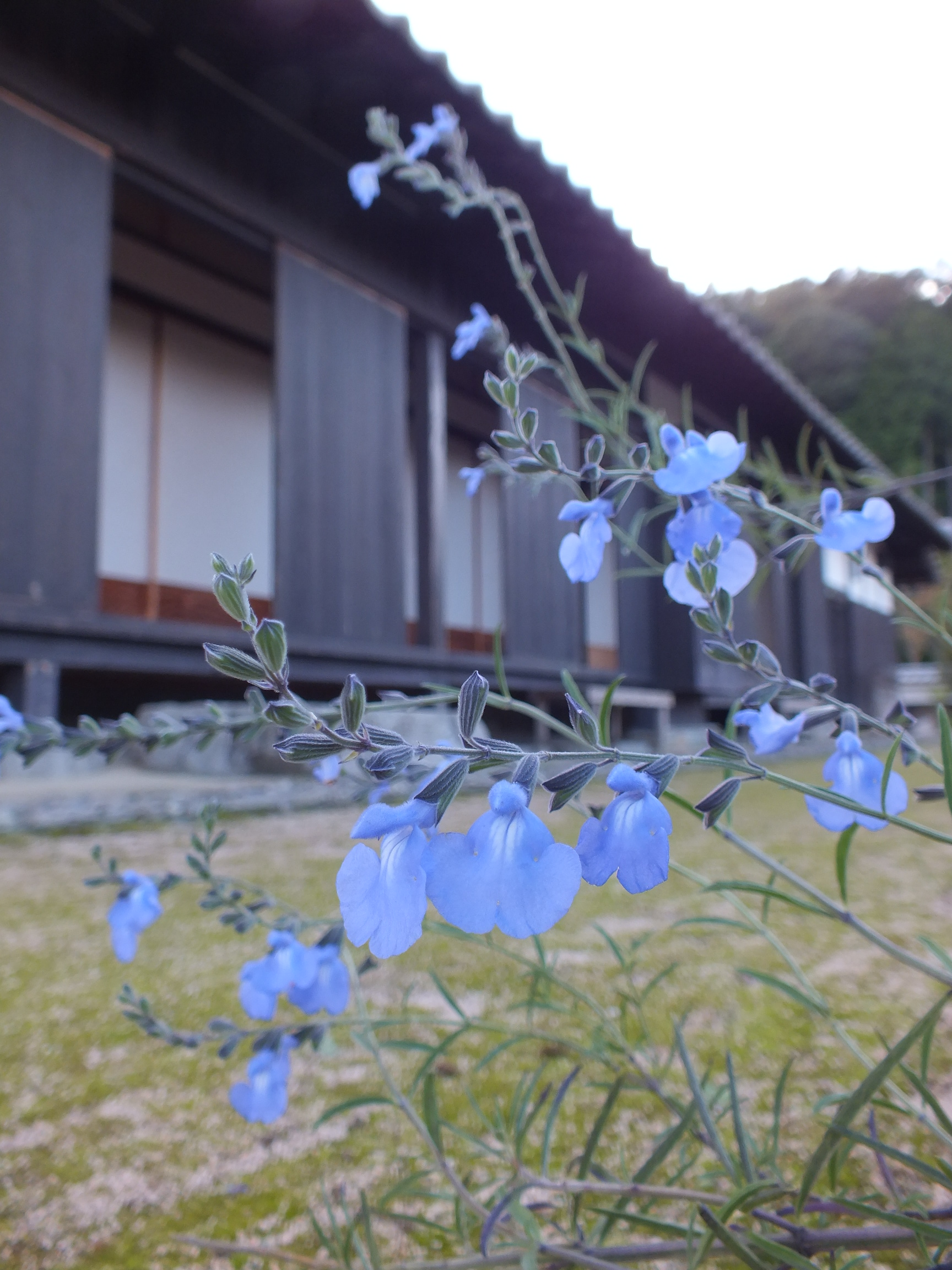